# Llista d'asteroides/91701–91800
| Nom     | Designació provisional | Data de descobriment | Lloc de descobriment | Descobridor/s |
| ------- | ---------------------- | -------------------- | -------------------- | ------------- |
| 91701 - | 1999 TS142             | 7 d'octubre, 1999    | Socorro              | LINEAR        |
| 91702 - | 1999 TX142             | 7 d'octubre, 1999    | Socorro              | LINEAR        |
| 91703 - | 1999 TS143             | 7 d'octubre, 1999    | Socorro              | LINEAR        |
| 91704 - | 1999 TQ145             | 7 d'octubre, 1999    | Socorro              | LINEAR        |
| 91705 - | 1999 TR145             | 7 d'octubre, 1999    | Socorro              | LINEAR        |
| 91706 - | 1999 TV145             | 7 d'octubre, 1999    | Socorro              | LINEAR        |
| 91707 - | 1999 TH146             | 7 d'octubre, 1999    | Socorro              | LINEAR        |
| 91708 - | 1999 TF147             | 7 d'octubre, 1999    | Socorro              | LINEAR        |
| 91709 - | 1999 TG148             | 7 d'octubre, 1999    | Socorro              | LINEAR        |
| 91710 - | 1999 TZ149             | 7 d'octubre, 1999    | Socorro              | LINEAR        |
| 91711 - | 1999 TP150             | 7 d'octubre, 1999    | Socorro              | LINEAR        |
| 91712 - | 1999 TW150             | 7 d'octubre, 1999    | Socorro              | LINEAR        |
| 91713 - | 1999 TD152             | 7 d'octubre, 1999    | Socorro              | LINEAR        |
| 91714 - | 1999 TW153             | 7 d'octubre, 1999    | Socorro              | LINEAR        |
| 91715 - | 1999 TA154             | 7 d'octubre, 1999    | Socorro              | LINEAR        |
| 91716 - | 1999 TG154             | 7 d'octubre, 1999    | Socorro              | LINEAR        |
| 91717 - | 1999 TL155             | 7 d'octubre, 1999    | Socorro              | LINEAR        |
| 91718 - | 1999 TX155             | 7 d'octubre, 1999    | Socorro              | LINEAR        |
| 91719 - | 1999 TD156             | 7 d'octubre, 1999    | Socorro              | LINEAR        |
| 91720 - | 1999 TJ156             | 7 d'octubre, 1999    | Socorro              | LINEAR        |
| 91721 - | 1999 TQ157             | 9 d'octubre, 1999    | Socorro              | LINEAR        |
| 91722 - | 1999 TW157             | 9 d'octubre, 1999    | Socorro              | LINEAR        |
| 91723 - | 1999 TD158             | 7 d'octubre, 1999    | Socorro              | LINEAR        |
| 91724 - | 1999 TK158             | 7 d'octubre, 1999    | Socorro              | LINEAR        |
| 91725 - | 1999 TM158             | 8 d'octubre, 1999    | Socorro              | LINEAR        |
| 91726 - | 1999 TE159             | 9 d'octubre, 1999    | Socorro              | LINEAR        |
| 91727 - | 1999 TH162             | 9 d'octubre, 1999    | Socorro              | LINEAR        |
| 91728 - | 1999 TM162             | 9 d'octubre, 1999    | Socorro              | LINEAR        |
| 91729 - | 1999 TG163             | 9 d'octubre, 1999    | Socorro              | LINEAR        |
| 91730 - | 1999 TP163             | 9 d'octubre, 1999    | Socorro              | LINEAR        |
| 91731 - | 1999 TJ164             | 10 d'octubre, 1999   | Socorro              | LINEAR        |
| 91732 - | 1999 TK164             | 10 d'octubre, 1999   | Socorro              | LINEAR        |
| 91733 - | 1999 TO164             | 10 d'octubre, 1999   | Socorro              | LINEAR        |
| 91734 - | 1999 TM166             | 10 d'octubre, 1999   | Socorro              | LINEAR        |
| 91735 - | 1999 TM171             | 10 d'octubre, 1999   | Socorro              | LINEAR        |
| 91736 - | 1999 TN172             | 10 d'octubre, 1999   | Socorro              | LINEAR        |
| 91737 - | 1999 TW172             | 10 d'octubre, 1999   | Socorro              | LINEAR        |
| 91738 - | 1999 TE174             | 10 d'octubre, 1999   | Socorro              | LINEAR        |
| 91739 - | 1999 TA175             | 10 d'octubre, 1999   | Socorro              | LINEAR        |
| 91740 - | 1999 TX177             | 10 d'octubre, 1999   | Socorro              | LINEAR        |
| 91741 - | 1999 TL178             | 10 d'octubre, 1999   | Socorro              | LINEAR        |
| 91742 - | 1999 TE179             | 10 d'octubre, 1999   | Socorro              | LINEAR        |
| 91743 - | 1999 TA180             | 10 d'octubre, 1999   | Socorro              | LINEAR        |
| 91744 - | 1999 TD183             | 11 d'octubre, 1999   | Socorro              | LINEAR        |
| 91745 - | 1999 TF184             | 12 d'octubre, 1999   | Socorro              | LINEAR        |
| 91746 - | 1999 TL185             | 12 d'octubre, 1999   | Socorro              | LINEAR        |
| 91747 - | 1999 TT185             | 12 d'octubre, 1999   | Socorro              | LINEAR        |
| 91748 - | 1999 TA186             | 12 d'octubre, 1999   | Socorro              | LINEAR        |
| 91749 - | 1999 TV186             | 12 d'octubre, 1999   | Socorro              | LINEAR        |
| 91750 - | 1999 TR187             | 12 d'octubre, 1999   | Socorro              | LINEAR        |
| 91751 - | 1999 TX188             | 12 d'octubre, 1999   | Socorro              | LINEAR        |
| 91752 - | 1999 TB189             | 12 d'octubre, 1999   | Socorro              | LINEAR        |
| 91753 - | 1999 TN189             | 12 d'octubre, 1999   | Socorro              | LINEAR        |
| 91754 - | 1999 TO189             | 12 d'octubre, 1999   | Socorro              | LINEAR        |
| 91755 - | 1999 TQ189             | 12 d'octubre, 1999   | Socorro              | LINEAR        |
| 91756 - | 1999 TT189             | 12 d'octubre, 1999   | Socorro              | LINEAR        |
| 91757 - | 1999 TN190             | 12 d'octubre, 1999   | Socorro              | LINEAR        |
| 91758 - | 1999 TR190             | 12 d'octubre, 1999   | Socorro              | LINEAR        |
| 91759 - | 1999 TU191             | 12 d'octubre, 1999   | Socorro              | LINEAR        |
| 91760 - | 1999 TX191             | 12 d'octubre, 1999   | Socorro              | LINEAR        |
| 91761 - | 1999 TZ191             | 12 d'octubre, 1999   | Socorro              | LINEAR        |
| 91762 - | 1999 TH192             | 12 d'octubre, 1999   | Socorro              | LINEAR        |
| 91763 - | 1999 TN192             | 12 d'octubre, 1999   | Socorro              | LINEAR        |
| 91764 - | 1999 TV193             | 12 d'octubre, 1999   | Socorro              | LINEAR        |
| 91765 - | 1999 TE194             | 12 d'octubre, 1999   | Socorro              | LINEAR        |
| 91766 - | 1999 TK194             | 12 d'octubre, 1999   | Socorro              | LINEAR        |
| 91767 - | 1999 TH196             | 12 d'octubre, 1999   | Socorro              | LINEAR        |
| 91768 - | 1999 TQ196             | 12 d'octubre, 1999   | Socorro              | LINEAR        |
| 91769 - | 1999 TS198             | 12 d'octubre, 1999   | Socorro              | LINEAR        |
| 91770 - | 1999 TE200             | 12 d'octubre, 1999   | Socorro              | LINEAR        |
| 91771 - | 1999 TW202             | 13 d'octubre, 1999   | Socorro              | LINEAR        |
| 91772 - | 1999 TD203             | 13 d'octubre, 1999   | Socorro              | LINEAR        |
| 91773 - | 1999 TL203             | 13 d'octubre, 1999   | Socorro              | LINEAR        |
| 91774 - | 1999 TT203             | 13 d'octubre, 1999   | Socorro              | LINEAR        |
| 91775 - | 1999 TH206             | 13 d'octubre, 1999   | Socorro              | LINEAR        |
| 91776 - | 1999 TJ206             | 13 d'octubre, 1999   | Socorro              | LINEAR        |
| 91777 - | 1999 TM206             | 13 d'octubre, 1999   | Socorro              | LINEAR        |
| 91778 - | 1999 TG208             | 14 d'octubre, 1999   | Socorro              | LINEAR        |
| 91779 - | 1999 TL208             | 14 d'octubre, 1999   | Socorro              | LINEAR        |
| 91780 - | 1999 TH211             | 15 d'octubre, 1999   | Socorro              | LINEAR        |
| 91781 - | 1999 TR212             | 15 d'octubre, 1999   | Socorro              | LINEAR        |
| 91782 - | 1999 TO214             | 15 d'octubre, 1999   | Socorro              | LINEAR        |
| 91783 - | 1999 TQ216             | 15 d'octubre, 1999   | Socorro              | LINEAR        |
| 91784 - | 1999 TV216             | 15 d'octubre, 1999   | Socorro              | LINEAR        |
| 91785 - | 1999 TU217             | 15 d'octubre, 1999   | Socorro              | LINEAR        |
| 91786 - | 1999 TB219             | 12 d'octubre, 1999   | Socorro              | LINEAR        |
| 91787 - | 1999 TZ219             | 1 d'octubre, 1999    | Catalina             | CSS           |
| 91788 - | 1999 TG221             | 2 d'octubre, 1999    | Catalina             | CSS           |
| 91789 - | 1999 TH221             | 2 d'octubre, 1999    | Socorro              | LINEAR        |
| 91790 - | 1999 TF222             | 2 d'octubre, 1999    | Anderson Mesa        | LONEOS        |
| 91791 - | 1999 TD223             | 3 d'octubre, 1999    | Catalina             | CSS           |
| 91792 - | 1999 TM223             | 2 d'octubre, 1999    | Socorro              | LINEAR        |
| 91793 - | 1999 TR227             | 1 d'octubre, 1999    | Catalina             | CSS           |
| 91794 - | 1999 TG228             | 12 d'octubre, 1999   | Socorro              | LINEAR        |
| 91795 - | 1999 TP228             | 2 d'octubre, 1999    | Socorro              | LINEAR        |
| 91796 - | 1999 TE230             | 3 d'octubre, 1999    | Anderson Mesa        | LONEOS        |
| 91797 - | 1999 TF233             | 3 d'octubre, 1999    | Socorro              | LINEAR        |
| 91798 - | 1999 TT233             | 3 d'octubre, 1999    | Socorro              | LINEAR        |
| 91799 - | 1999 TE234             | 3 d'octubre, 1999    | Socorro              | LINEAR        |
| 91800 - | 1999 TK234             | 3 d'octubre, 1999    | Socorro              | LINEAR        |